# Kalendarium powstania warszawskiego – 9 września

## 9 września, sobota
Dobrowolna ewakuacja z miasta 8000 ludzi, uzgodniona ze stroną niemiecką.

Silne ataki nieprzyjaciela skierowane na północne Śródmieście i Czerniaków. Powstańców wyparto z magazynów firmy Pluton (zachodnie Śródmieście). Śródmieście Południowe i Czerniaków znajdowały się pod ogniem artyleryjskim, z moździerzy, miotaczy ognia i granatników. Powstańcy poprzez ul. Książęcą utrzymali łączność Powiśla Czerniakowskiego ze Śródmieściem.
Komenda Główna Armii Krajowej uznaje dalszą walkę za bezsensowną.
W radiu i prasie londyńskiej przekazano informację o deklaracji rządu Wielkiej Brytanii przypominającej o ostrzeżeniu skierowanym do Niemców (pierwszy raz pojawiło się 30 sierpnia). Zawarte w nim zostały m.in. następujące słowa: Rząd brytyjski zrobi wszystko co leży w jego mocy, by zapewnić, że odpowiedzialni za to (łamanie praw wojennych), niezależnie kim są, zostaną pociągnięci do odpowiedzialności za swe zbrodnie.
Generał Erich von dem Bach-Zelewski przekazał szkatułę z sercem Fryderyka Chopina, wydobytą z bazyliki Świętego Krzyża, arcybiskupowi Antoniemu Szlagowskiemu.
Z depeszy Heinza Reinefartha do Himmlera:
 Są one [wyrazy uznania złożone przez Himmlera] dla nas dalszym bodźcem w ciężkiej i niestety obfitującej w znaczne straty walce tak obecnie, jak i poprzednio. Głównodowodzący Grupy Armii "Środek", jak również głównodowodzący 9. armii osobiście przekonali się o zaciętości tej walki, czemu dali wyraz porównując walki o Warszawę z walkami o Stalingrad.
W rejonie kościoła Wizytek, ginie kpr. pchor. Jerzy Gluth-Nowowiejski ps. Pigi, syn Alojzego i Marii, brat Wacława.